# Carlos Henrique Schroder
Carlos Henrique Schroder (Santo Ângelo, 28 de janeiro de 1959) é um jornalista brasileiro. Atuou como diretor geral da Rede Globo de 2013 a 2019.

## Biografia
Descendente de alemães formado em Direito e Comunicação, iniciou sua carreira no jornalismo em 1981, como repórter da Folha da Tarde, em Porto Alegre.[carece de fontes?]
É torcedor do Internacional.[carece de fontes?]
No ano seguinte, transferiu-se para a TV Educativa, onde começou como editor do jornal da noite. Em seis meses, tornou-se diretor de jornalismo da emissora.[carece de fontes?]

### RBS
Ainda em 1982, quando a RBS TV, afiliada da Rede Globo no RS e SC, lançou o Bom Dia Rio Grande, tornou-se editor do telejornal, acumulando as funções nas duas emissoras gaúchas.[carece de fontes?]
Ainda na RBS, Carlos Henrique Schroder foi editor do Jornal da RBS, telejornal local exibido logo após o Jornal da Globo.[carece de fontes?]
Em 1984, tornou-se coordenador de rede, dentro de uma nova organização implementada na Globo para o recebimento de matérias das afiliadas pela Central Globo de Jornalismo (CGJ), no Rio de Janeiro. No novo esquema, o jornalismo de cada estado designava profissionais responsáveis pela interlocução com a TV Globo.[carece de fontes?]

### Globo
No final de 1984, Carlos Henrique Schroder foi convidado a assumir a produção do Jornal Hoje, então baseada no Rio de Janeiro. Nessa época, participou do Centro de Produção de Notícia (CPN), onde editores, produtores e repórteres da TV Globo definiam como seriam as coberturas da emissora.[carece de fontes?]
Foi editor-chefe do Jornal Hoje, depois produtor e editor dos assuntos nacionais do Jornal Nacional, entre 1988 e 1989.[carece de fontes?]
Acompanhou inúmeros acontecimentos jornalísticos importantes, como a doença e morte do presidente Tancredo Neves (1985) e a Guerra do Golfo (1991).
Um momento dramático foi a morte do piloto Ayrton Senna, em maio de 1994. A cobertura imediata do acidente possibilitou que o Fantástico do mesmo dia fosse quase todo dedicado ao fato, alcançando aproximadamente 80% de audiência. Carlos Henrique Schroder acumulava então as funções de diretor de produção e diretor editorial da CGJ.[carece de fontes?]

#### Central Globo de Jornalismo
No final da década de 1990, passou a ocupar o cargo de diretor de planejamento da CGJ, nova denominação para a função de diretor de produção.
Em março de 2000, voltou a conciliar o trabalho na direção de planejamento com as funções de diretor editorial.[carece de fontes?]
Em junho do ano seguinte, depois do falecimento do jornalista Evandro Carlos de Andrade, foi convidado a assumir a direção da Central Globo de Jornalismo.[carece de fontes?]
Três meses depois, o novo diretor da CGJ teve que enfrentar um grande desafio: comandar a cobertura jornalística do atentado ao World Trade Center, em Nova York.[carece de fontes?]
A TV Globo foi a primeira TV aberta brasileira a mostrar as imagens do ataque às torres gêmeas, apenas sete minutos após o choque do primeiro avião.
A emissora acompanhou com detalhes os fatos e seus desdobramentos e, no ano seguinte, concorreu ao Prêmio Emmy Internacional na categoria cobertura jornalística, ficando entre as quatro emissoras finalistas.
Em 2009 deixou a direção da Central Globo de Jornalismo, sendo promovido à Direção Geral de Jornalismo e Esportes, comandando assim a CGJ (assumida por Ali Kamel) e a recém-criada Central Globo de Esportes (dirigida por Luiz Fernando Lima).

#### Diretoria-geral
Assumiu o cargo diretor geral da TV Globo a partir do início de 2013 em substituição a Otávio Florisbal, que passou a fazer parte do Conselho de Administração, tendo Ali Kamel assumido a Direção Geral de Jornalismo e Esportes.

## Homenagens
Carlos Henrique Schroder ganhou duas vezes o prêmio Comunique-se de Jornalismo e Comunicação, em 2004 e 2006, na categoria de melhor executivo de veículo de comunicação.
Em 2018, foi vencedor do Prêmio Caboré, considerado a maior premiação da propaganda brasileira, na categoria Empresário ou Dirigente da Indústria da Comunicação.